# Stygichthys
Stygichthys é um género de peixe da família Characidae.
Este género contém a seguinte espécie:
- Stygichthys typhlops